# 硫磺粉背蕨
硫磺粉背蕨（学名：Aleuritopteris veitchii）为中国蕨科粉背蕨属下的一个种。

## 扩展阅读
- 維基物種上的相關：硫磺粉背蕨